# Renata Rusnak
Renata Rusnak (ur. 1974) – polska ukrainistka, pisarka, blogerka, self-publisherka, tłumaczka literatury pięknej z języka ukraińskiego.  
Studiowała filologię ukraińską w Krakowie. Następnie doktorantka Katedry Europeistyki Uniwersytetu Jagiellońskiego, stypendystka Instytutu Slawistyki PAN.
Dzieła literatury ukraińskiej w jej tłumaczeniu zostały wydane w dużych nakładach.
Od 2020 mieszka w Norwegii.  

## Twórczość
Książki
- Sto siedemdziesiąta pierwsza podróż Bazylii von Wilchek (ilustracje: Barbara Iwańska; Wydawnictwo Naturalnie, Ochotnica Dolna 2017, ISBN 978-83-948-5810-0);
- Tatiana i pan Wogelkow (Wydawnictwo Szelest, Warszawa 2023, ISBN 978-83-769961-0-3).

Przekłady
- Jurij Andruchowycz – Diabeł tkwi w serze (wyd. polskie, Czarne, Wołowiec 2007, z Katarzyną Kotyńską i Olą Hnatiuk);
- Jurij Andruchowycz – Perwersja (wyd. polskie, Czarne, Wołowiec 2003, wspólnie z Olą Hnatiuk);
- Jurij Andruchowycz, Ołeksandr Hrycenko, Jurij Izdryk, Jurko Prochaśko, Mykoła Riabczuk, Oksana Zabużko – Sny o Europie (wybór i red. Ola Hnatiuk; przekład wspólnie z Olą Hnatiuk i Katarzyną Kotyńską);
- Wasyl Machno – Wędrowcy (wspólnie z Andrzejem Nowakiem i Bohdanem Zadurą);
- Taras Prochaśko – Inne dni Anny (wyd. polskie, Czarne, Wołowiec 2001, z Lidą Stefanowską);
- Taras Prochaśko – Niezwykli (wyd. polskie, Czarne, Wołowiec 2005);
- Taras Prochaśko – Spalone lato (wyd. polskie, Nemrod, Kraków 2007);
- Taras Prochaśko – W gazetach tego nie napiszą (wyd. polskie, Czarne, Wołowiec 2014);
- Taras Prochaśko – Z tego można zrobić kilka opowieści (wyd. polskie, Czarne, Wołowiec 2007);
- Natalka Śniadanko – Ahatanhel (wyd. polskie, Czarne, Wołowiec 2008);
- Natalka Śniadanko – Kolekcja namiętności czyli Przygody młodej Ukrainki (wyd. polskie, Czarne, Wołowiec 2004, wspólnie z Katarzyną Kotyńską);
- Serhij Żadan, Taras Prochaśko – Ukraina (wyd. polskie, Nemrod, Kraków 2006).